# Selimus venustus
Selimus venustus là một loài nhện trong họ Salticidae.
Loài này thuộc chi Selimus. Selimus venustus được Elizabeth Maria Gifford Peckham & George William Peckham miêu tả năm 1901.